# Julie Doiron

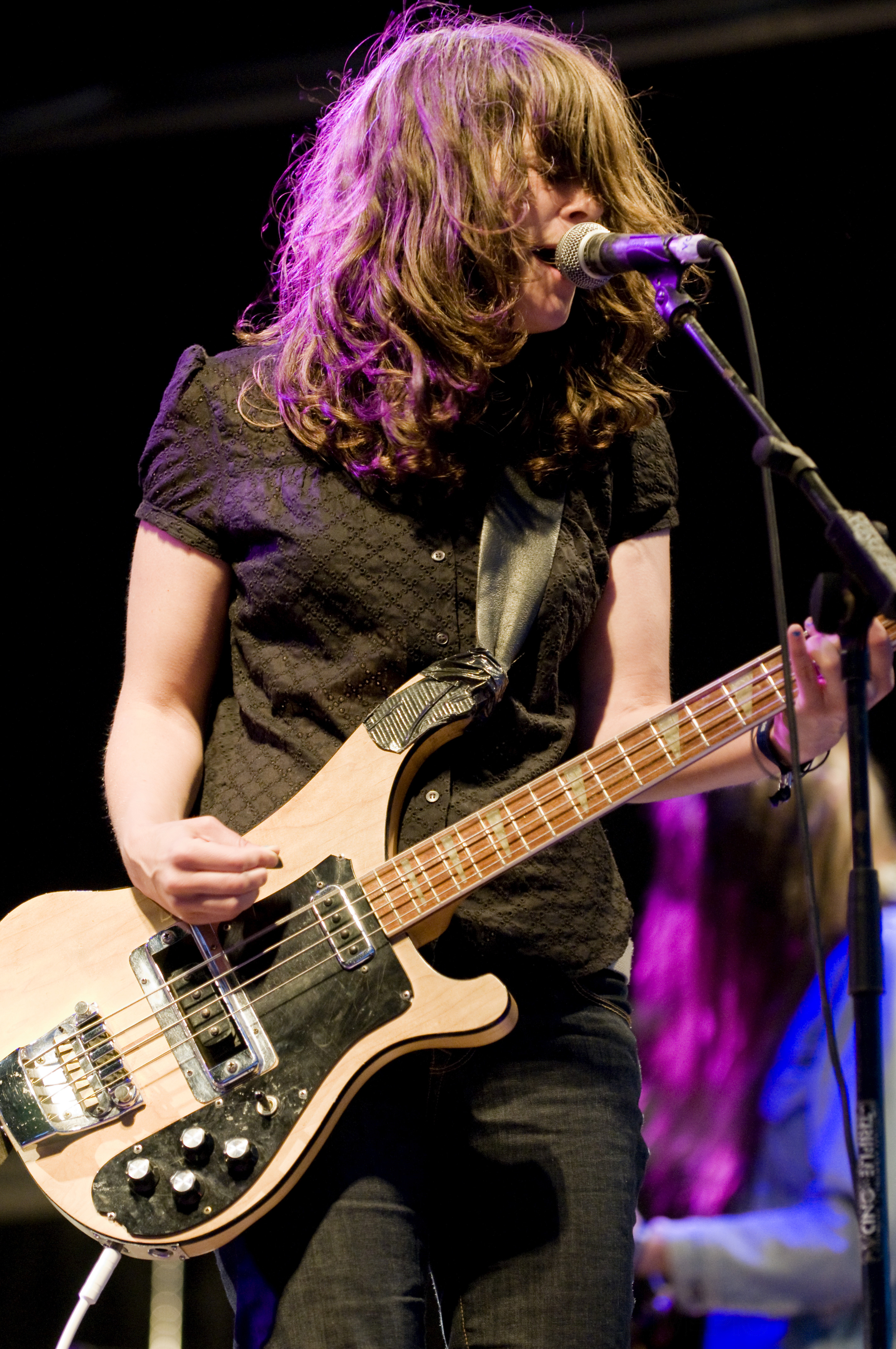
Julie Doiron

Julie Doiron (geboren 28 juni, 1972 in Moncton, New Brunswick) is een Canadese singer-songwriter.

## Biografie
Doiron begon haar muzikale carrière in de lo-fiband Eric's Trip op achttienjarige leeftijd. Vlak nadat de band uit elkaar viel bracht Doiron een solo-album uit onder de pseudoniem Broken Girl. Het meeste van haar werk zingt ze in het Engels, soms echter ook in het Frans.
Doiron werkte niet enkel als solo-artieste na Eric's Trip. Ze werkte ook samen met Wooden Stars en droeg bij aan opnames van The Tragically Hip (Music at Work), Gordon Downie (Coke Machine Glow en Battle of the Nudes), en Herman Düne.
Met de band Okkerville River bracht ze een splitt-single uit.

## Discografie
- Dog Love Part 2 7" (als Broken Girl) (Sappy Records) – 1993
- Nora 7" (as Broken Girl) (Sappy) – 1995
- Broken Girl (Sub Pop, Sappy) – 1996
- Loneliest in the Morning (Sub Pop) – 1997
- Will You Still Love Me? (Tree Records, Sappy) – 1999
- Julie Doiron and the Wooden Stars (Tree, Sappy) – 1999
- Julie Doiron and the Wooden Stars - Who will be the one 7" (plumline) – 1999?
- Désormais (Jagjaguwar, Endearing Records) – 2001
- Heart and Crime (Jagjaguwar, Endearing) – 2002
- Julie Doiron / Okkervil River (CD Split met Okkervil River) (Acuarela) – 2003
- Will You Still Love Me? + Julie Doiron and the Wooden Stars (P-VINE Record, Japan) – 2003
- Heart and Crime + Désormais (P-VINE Record, Japan) – 2003
- Goodnight Nobody (Jagjaguwar, Endearing) – 2004
- Woke Myself Up (Jagjaguwar, Endearing) – 2007
- Lost Wisdom (Mount Eerie met Julie Doiron en Fred Squire) – 2008
- I Can Wonder What You Did with Your Day (Jagjaguwar, Endearing) – 2009